# 富月
大澤 富月（おおさわ ふげつ、1942年 - ）は、日本の将棋駒師。静岡県富士宮市在住。

## 来歴
静岡県出身。昭和61年から静岡県富士宮市で、「駒作りの会　冨士駒（冨士駒の会）」を主宰し後進の指導 に注力している。
山形県天童の伊藤久徳に師事する。
弟子に遠藤寉峯がいる。

## 駒について
富月の駒は、プロ棋士のタイトル戦（竜王戦（第27期竜王戦第1局）、名人戦（第71期名人戦第2局）ほか）でも使われている。
2013年、中田宏樹九段、弟子遠藤寉峯とともに御蔵島へ木地の探索旅行に行く。
映画「聖の青春」の撮影にあたり、日本将棋連盟からKADOKAWAに、富月が日本将棋連盟に寄贈した「菱湖書盛上駒」が貸し出され、劇中の最終局 村山聖対羽生善治の対局撮影に使用され、映画パンフレット、ＰＶにも富月の駒の動画、写真が取り上げられている。
日本将棋連盟 将棋カレンダー2017の表紙で 桜井掬水（きくすい）、二代目大竹竹風（ちくふう）、大澤富月（ふげつ）、村川秀峰（しゅうほう)、桜井淘水（とうすい）、遠藤寉峯（かくほう）の将棋駒が駒写真で掲載された。